# Gymnelus barsukovi
Gymnelus barsukovi és una espècie de peix de la família dels zoàrcids i de l'ordre dels perciformes.

## Morfologia
- Els mascles poden assolir 24,3 cm de longitud total.
- Nombre de vèrtebres: 95-101.[3][4]

## Hàbitat
És un peix marí, de clima polar i demersal que viu entre 0-51 m de fondària.

## Distribució geogràfica
Es troba a l'oceà Àrtic: el Canadà, Rússia i els Estats Units.

## Costums
És de costums bentònics.

## Observacions
És inofensiu per als humans.